# Disco duro portátil
Disco duro portátil o disco duro externo es una unidad de disco duro que es fácil de instalar y transportar de una computadora a otra, sin necesidad de consumir constantemente energía eléctrica o batería o algún otro recurso. Su fecha de creación fue el año 2009.
Desde que los discos ópticos se han extendido como almacenamiento barato, se ha cambiado la filosofía de tener el mismo tipo de almacenamiento de discos intercambiables tanto para almacenamiento como para copia de seguridad o almacenamiento definitivo. Antes normalmente eran discos magnéticos o magneto-ópticos. Ahora se tiende a tener el almacenamiento óptico para un uso más definitivo y otro medio sin discos intercambiables para transporte. Este el caso de las memorias USB y los discos duros portátiles.
Un disco duro portátil puede ser desde un microdisco hasta un disco duro normal de sobremesa con una carcasa adaptadora.
Las conexiones más habituales son USB 2.0, USB 3.0 y Firewire, menos las SCSI y las SATA. Estas últimas no estaban concebidas para uso externo, pero dada su longitud del cable permitida y su capacidad de conexión en caliente (hot-plug), es posible usarlas de este modo.

## Características

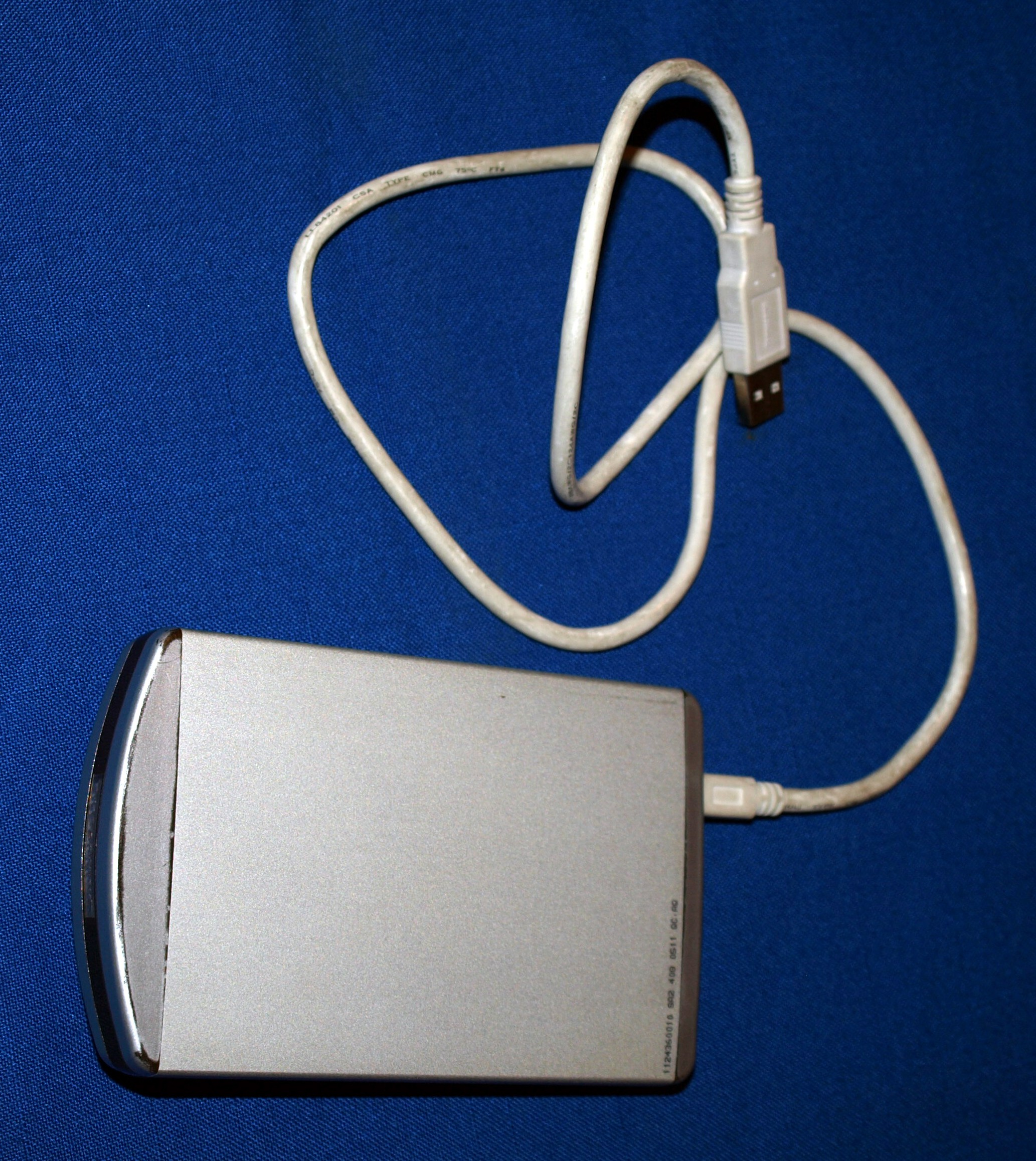
Dispositivo de almacenamiento externo con interfaz USB.

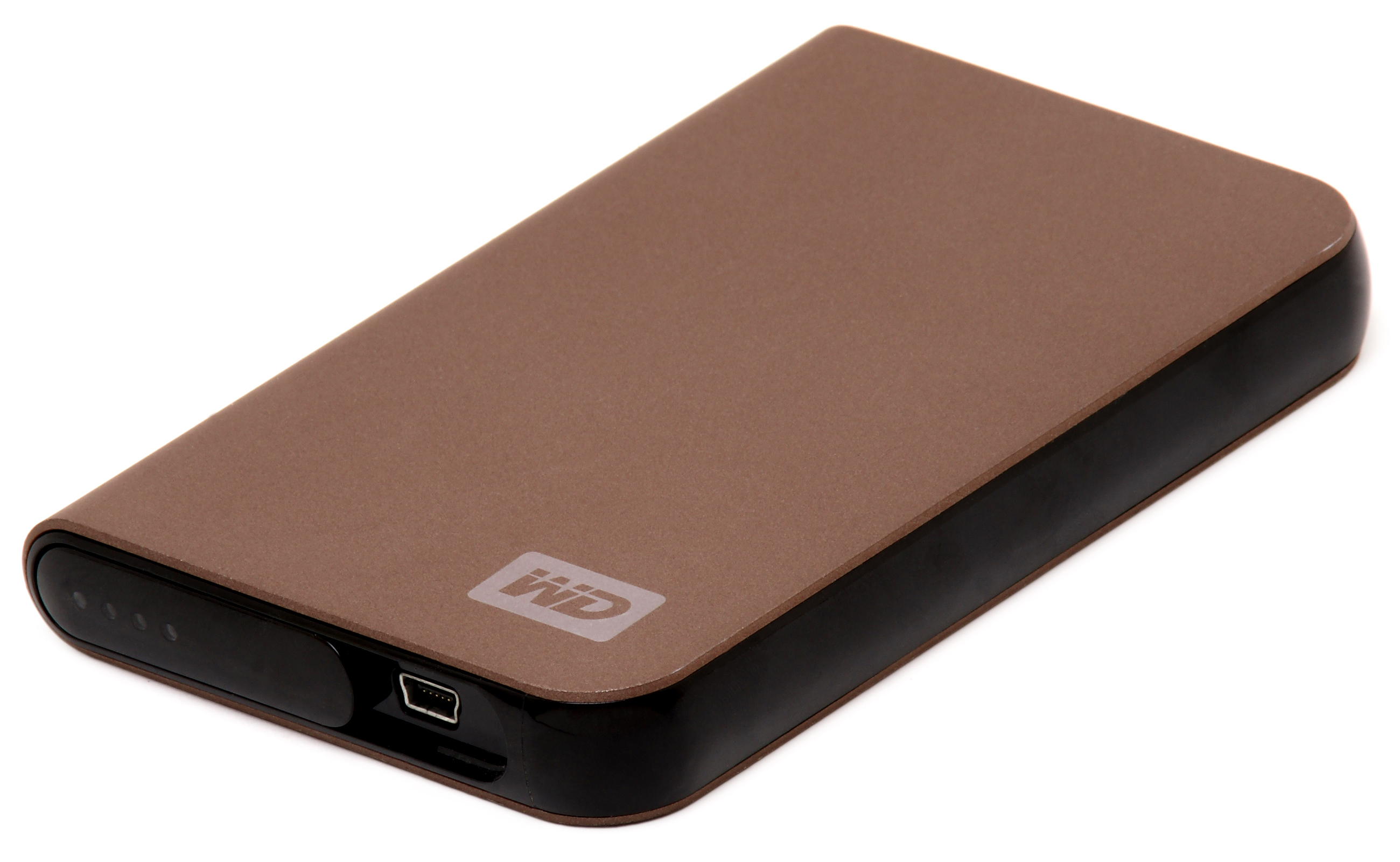
Unidad externa que utiliza un disco de 2.5" y una carcasa con conexión USB para alimentación y transferencia.

Los discos duros portátiles se pueden usar fácilmente en múltiples computadoras para compartir archivos. Un disco duro portátil permite una programación automática para respaldo de archivos. Un dispositivo portátil permite archivar datos rápida y fácilmente.
Estos discos siguen teniendo piezas móviles, tal como los tradicionales, y por lo tanto están expuestos a fallos por golpes o manejo brusco.
La gran ventaja que tienen sobre las memorias flash o PenDrives es la gran capacidad de almacenamiento.
Los discos USB microdrive y portátiles (2.5") se pueden alimentar de la conexión USB. Aunque algunas veces no es suficiente y requieren ser enchufados a dos USB a la vez.
Los SCSI y ATA no pueden suministrar corriente para alimentación por lo que siempre requieren un transformador para ellos. Los Firewire se alimentan de la conexión sin problemas.
Los discos duros de sobremesa (3,5") por su alto consumo también requieren transformador.
Las capacidades van desde los 2 GB de los microdiscos a los miles de GB (terabytes) de los de 3.5".
Un detalle importante de los Discos Duros Portátiles es su delicadeza, dado que un golpe puede hacer perder los datos almacenados en el mismo. 
Lo habitual es que por lo menos tengan conexión USB, lo que permite la compatibilidad con casi cualquier computadora fabricada después de 1998. Los más actuales incluyen además conexión Wi-Fi y se denominan Wi-Drives.
Las unidades externas, de la misma manera que los discos duros internos, pueden ser de dos tipos: unidades magnéticos o unidades de estado sólido. Los discos duros magnéticos o HDD, almacenan la información grabándola en uno disco de aluminio o cristal mediante campos magnéticos generados por un cabezal, el cual escribe los datos a medida que el disco rota. Estos discos duros suelen rotar a unas revoluciones por minuto concretas, siendo las más comunes 5400rpm y 7200rpm.
Las unidades de estado sólido o SSD, disponen de una tecnología más moderna y almacenan la información en la memoria flash de una placa con transistores. Las unidades de estado sólido son más silenciosas, rápidas y resistentes que los discos duros magnéticos al carecer de partes internas móviles, pero también presentan un coste por gigabyte bastante más elevado y al contrario de los HDD, son incapaces de mantener la información almacenada durante largos periodos de tiempo (sin necesidad de corriente externa).

## Funciones añadidas

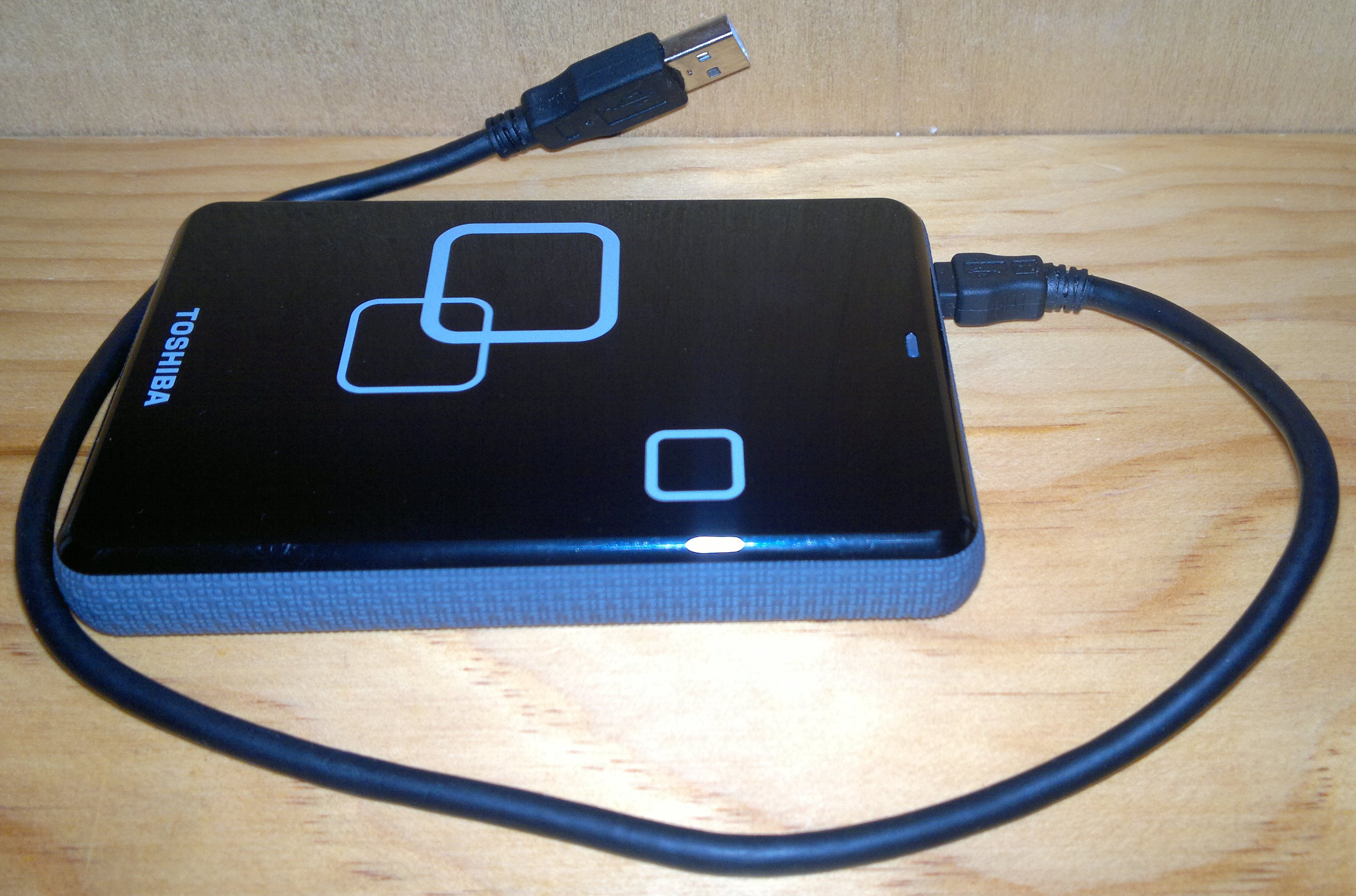
Toshiba 1 TB 2.5" External USB Hard Disk Drive

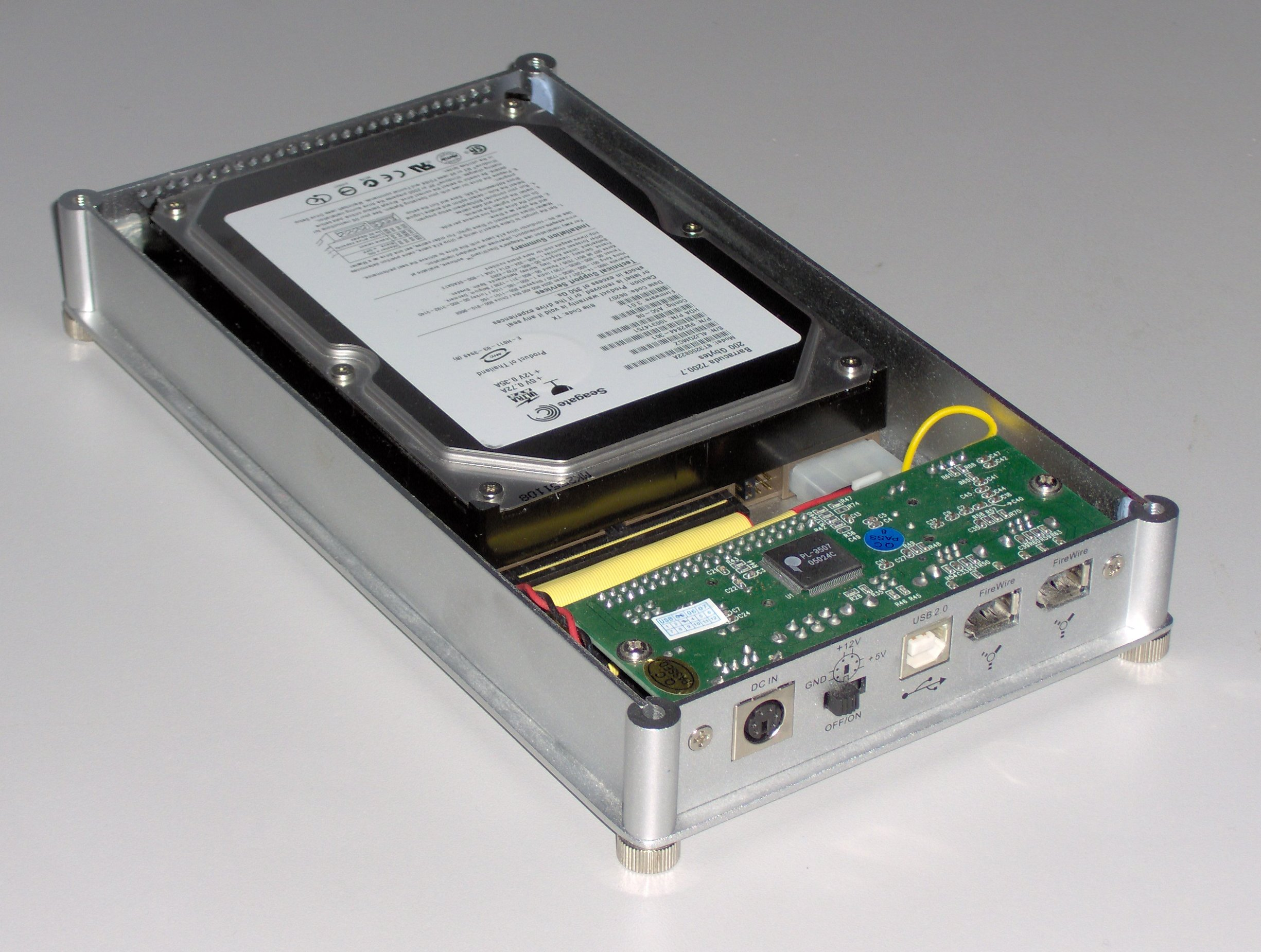

External hdd principle wiring diagram

El disco duro necesita un circuito impreso y una controladora, para convertir del formato originario a USB, Firewire, Wi-Fi u otro protocolo. A veces además se amplían las capacidades y permite grabar de una cámara miniDV directamente y él mismo crea los ficheros dentro del disco duro.
Pueden ser formateados como cualquier otro disco duro interno.
Otros son discos duros multimedia player y permiten guardar vídeos como si fuese un disco duro normal y reproducirlos conectando una salida de video que llevan al televisor, sin necesidad de ningún otro aparato añadido y con una menor dificultad de traslado. Sin embargo, existen dispositivos de almacenamiento multimedia que tienen memoria interna y otros que tienen que ir conectados a otro dispositivo de almacenamiento (como otro disco duro externo) para poder funcionar.

## Protección
La carcasa y el propio disco duro portátil de 3.5" suelen preservarse de caídas o golpes mediante una funda protectora de airfoam, como las utilizados para proteger las videoconsolas.
Actualmente, como elemento de seguridad, algunos discos duros externos cumplen las normas USmilitary-MIL-STD-810F 516,5 procedimiento IV (prueba de caída de tránsito) con avanzada tecnología anti-choque (anti-shock). Aunque, la opinión de muchos usuarios es que la mejor protección viene dada con la prevención, es decir, realizar una copia de seguridad en otro dispositivo regularmente para tener mayor seguridad con los datos que el usuario envía.
Así pues, la protección de datos y la seguridad de los archivos quedan protegidas y a buen recaudo a través de la utilización de un disco duro. Un dispositivo que, a día de hoy, también se puede encontrar en formato Cloud de forma que tampoco sea del todo necesario la compra directa de un hardware físico.